# Petersroda
Petersroda è una frazione della città tedesca di Sandersdorf-Brehna, nella Sassonia-Anhalt.

Conta (2006) 617 abitanti.

## Storia
Petersroda costituì un comune autonomo fino al 1º luglio 2009.